# Josef Cipr
Josef Cipr, příjmení psáno též Cipper (16. února 1881 Dolní Kounice – 27. října 1956 Brno) byl český (moravský) básník–epigramista a prozaik, povoláním drážní úředník.

## Život
Narodil se jako nejstarší potomek v rodině obuvníka v Dolních Kounicích Josefa Cippera a jeho manželky Evy, rozené Kuželové. Maturoval v roce 1901 na brněnské I. české státní reálce a poté nastoupil jako drážní úředník ve Felixdorfu u Vídně, později ve Vídni. Ve Vídni dosáhl hodnosti revidenta.
Po vzniku Československa odešel z Vídně do Brna, kde se stal vrchním inspektorem drah. Byl členem Moravského kola spisovatelů.
Je pohřben na Ústředním hřbitově v Brně

## Dílo

### Příspěvky v tisku
Podle vlastního vyjádření byly jeho první příspěvky otištěny v Moderní revue. Zásluhou Ivana Olbrachta, který ve vídeňských Dělnických listech soustředil české, ve Vídni žijící literáty, byly v Dělnických listech zveřejňovány i Ciprovy příspěvky.
Dále otiskoval své satirické verše např. v Lidových novinách, Besedách Času
a dalších časopisech a denících. Ciprova poezie byla satirického charakteru, někdy formou veršovaných pohádek. Prózu tvořily drobné obrázky z moravského venkova a Vídně.

### Knižní vydání
- Hlavy a hlavičky (Prózy; Praha, Melantrich a Brno, St. Kočí, 1911)
- Chladnoucí země (verše; , A. Píša, 1918)
- Plechoví rytíři (Verše satirické, epigramy a losy; Brno, Píša, 1918)
- Jsemť já z kraje muzikantů (Verše káravé a posměšné, ilustrace Zdeněk Kratochvíl a Josef Lada; Brno, Moravské kolo spisovatelů, 1924)
- Kamarádi (Verše pro mládež; Brno, Moravské Kolo spisovatelů, 1929)
- Venkovská pošta (Brno, Moravské kolo spisovatelů, 1929)
- Po zákonu srdce /(V Brně, Družstvo Moravského Kola Spisovatelů, 1933)
- Skopolamin (V Brně, Družstvo Moravského kola spisovatelů, 1934)
- Vinobraní (Čtyři hrozny veršů, autoři Jaroslav Marcha, Stanislav Kovanda, Josef Cipr, Vladimír Kantor, kresby a úprava Václav Mašek]; Ve Velkých Pavlovicích, Vinařské družstvo, 1948)